# Sukrose
Sukrose eller sakkarose (også kaldet køkkensukker, raffineret hvidt sukker eller sukker uden fiber; kemisk formel: C12H22O11) er et kulhydrat. Det er et disakkarid sammensat af glukose og fruktose vha. en glykosidbinding og en fruktosidbinding. 
Sukrose er 50 % glukose. Hvis kroppen ikke indtager tilstrækkelige mængder glucose, stivelse eller andre kulhydrater som ender i form af glukosemolekyler efter at være blevet fordøjet, så producerer kroppen selv den relativt begrænsede mængde som er nødvendig for at hjernen og nervesystemet kan fungere, og der suppleres med ketonstoffer fra nedbrydning af kroppens fedt.
De resterende 50 % af sukrosemolekylet er fruktose. Fruktose i større mængder, især i raffineret form som sukrose, er årsag til fedme og insulinresistens. Det sultregulerende hormon leptin registreres ikke af hjernen, da insulin blokerer for signalet - se fruktose. Fruktose er ikke essentielt for nogen kropsfunktion.
Ved hydrolyse kan sukrose adskilles i disse bestanddele, hvorved fremkommer en blanding kaldet invertsukker.
Fruktose findes i alle frugter, og når det optages i blodet bliver det gennem portåre ført til leveren, hvor det gennem isemorase enzymer bliver omstruktureret til glukose der indgår i glykolysen. Desuden reagerer beta-cellerne i bugspytkirtlerne, der producerer insulin ikke på andre stoffer end glukose og reagerer slet ikke på fruktose. Man har endnu ikke fuldstændig kortlagt årsagen til type 2 diabetes, men intet tyder på at det forårsaget af svingninger i blodsukker eller insulin i blodet.[kilde mangler]